# OKAWARI-BOY スターザンS
『OKAWARI-BOY スターザンS』（オカワリボーイ スターザンス）は、1984年1月7日から8月25日までフジテレビ系で毎週土曜18:30 - 19:00の時間帯において放送されたテレビアニメ。全34話。

## 概要
タイトルどおりスター・ウォーズとターザンをミックスしたような内容。ただ、視聴率が上がらず、8ヶ月で打ち切りとなった。そしてフジテレビの土曜夕方6時台後半は、この番組を最後に、同時ネット局のみスポンサードネット扱いで一部地域でローカルセールス枠に格下げとなった（この状態は2024年現在も続いている）。同時に「タイムボカン」から8年11カ月続いた土曜夕方6時台後半におけるタツノコオリジナル作品の放送も、本作が最後となった。
なお、タツノコプロによるフジテレビ系列でのオリジナルアニメについては、これ以降ノイタミナ枠で放送された「C」（2011年）まで長らく途絶えていた。
16話と29話では前番組「未来警察ウラシマン」のウラシマ・リュウらがゲスト出演した。最終回のEDでは視聴者からのイラストを紹介している。
企画時の仮タイトルは『宇宙の王者スターザン』。アニメ誌にも当初はこのタイトルで紹介された。
オープニングで表示されたタイトルでは、当初『OKAWARI-BOY』の部分の文字の色が濃い色であったため背景の宇宙と被ってしまい分かりづらかったことから、途中からこの部分は白色に変更し目立たせるようにした。
本放送終了後は、再放送も少なかった。映像ソフトは、2017年5月26日にTCエンタテインメントより発売されたBlu-rayが初である。

## あらすじ
宇宙のどこかにあると言われる伝説の理想郷「パラトピア」。16歳になり宇宙船のライセンスを所得した八神ジュンは、消息を絶ったパラトピア探索隊の隊長だった父親を探しに宇宙へと旅立つ。一方、大企業狩上（かりあげ）コンツェルンの会長マネコは、愛しいジュンを嫁にしたい孫エビルスのため、一家を引き連れてジュンの後を追う。
宇宙嵐によって「キラキラ星」へと流れ着いたジュンは、友好的な原住民「セノビ族」に助けられる。一方で続いて流れ着いた狩上ファミリーは好戦的な「ロボット族」に遭遇、成り行きで彼らに「神様」とあがめられてしまう。
狩上ファミリーの命令でジュンを捕らえるべくセノビ族を襲うロボット族。その時、森の中から超人的な運動能力を持つ美少年「スターザンS」が現れ、ジュンとセノビ族の危機を救う。

## 登場人物
スターザンS（夢野 星夫）
声 - 井上和彦
キラキラ星の森に住む青年でセノビ族の「守り神」。普段は自由奔放で三枚目な18歳の少年だが、八神ジュンの前などでは瞬時に大人びた6頭身のハンサム顔に変貌する。ジュンの前では常に二枚目を維持しているが、これには相応の努力が必要らしく、次第に顔面から疲労が滲み出てくる。とは言え、実のところ、ジュンにはかなり初期の段階でバレていた。ジュンと共に地球を訪れた際、かつて両親と共にパラトピア探索隊に同行した地球人の赤ん坊だった事が判明する。
八神 ジュン
声 - 高田由美
16歳の美少女。父親を捜しにひとり宇宙へ旅立つが、キラキラ星の森に不時着、そこでセノビ族の古の言い伝えである「○○月◎日に空から降りて来た一族に幸せをもたらすめんこい少女」として住民たちから手厚い歓迎を受けることになった。幾度となくピンチを救ってくれるスターザンSに憧れている。父の残したレーザーガンをお守りとして携行している。
ミュータン
声 - 小宮和枝
スターザンSの肩に載っている小さな相棒。どんなに遠く離れた所からでもジュンの悲鳴をキャッチし、スターザンSに危機を知らせる。実は他の星の出身で家出していた。
狩上 マネコ
声 - 香椎くに子
行方不明の夫に代わり狩上コンツェルンの会長を務める気の強い婦人。謀略と財力で野望を達成しようとする。溺愛する孫・エルビスの頼みでジュンを追って宇宙に旅立つが、やがて不老長寿の薬を求めて、ジュンを出し抜いてパラトピアの所在を突き止めようとする。
狩上 エビルス
声 - 玄田哲章
マネコの孫でハチロー及びリーズの息子。18歳にしては幼児のように我儘で甘ったれ。ジュンに一方的にべた惚れしており、「お嫁さんにしたい」と、常にマネ子に泣きついている。スターザンSとはジュンを巡って度々幼稚な争いをしているが、場合によっては共闘する事も。背の低い肥満児だが、とある方法を使って、スリムで長身なハンサムに変身した事がある。好きな食べ物はドーナツ。
狩上 リーズ
声 - 小宮和枝
マネコの娘でエビルスの母親。18歳の息子がいるとはとても思えない妖艶なグラマラス美女。金銀財宝に目がなく、パラトピアにあるという宝石・パラトモンドを手に入れるのが夢。いつもハチローを尻に敷いてはいるが、時折見せる愛は本物である。
狩上 ハチロー
声 - 青森伸
エビルスの父で肩身の狭い婿養子。家族の気に障らないよう、ひっそりと生きているが、それでもマネ子達からは蔑ろにされている。故にパラトピアで叶うという男権復活を夢見ている。元フライ級世界チャンピオンで、ひとたびリングに上がるとスターザンSさえも凌駕する最強のボクサーへと豹変する他、シリアスな渋い顔と声になる等、スターザンS並に変化の激しいキャラでもある。
ダース・ベーロー
声 - 大平透
ロボット族の総統。狩上ファミリーを「神さん」と崇めて全面的に協力しているが、心の隅では疑っている。ベロを出した間抜けな顔をしているが、ここぞという時には怒りの表情のマスクに切り替わる事もある。終盤で行方不明だった狩上マネコの夫であることが判明する。
鉄人ウルトラZ
声 - 郷里大輔
べーローの部下で、有名な巨大ヒーロー達に似たデザインの怪力ロボット。頭はあまりよくなく、毎度べーローに罵倒されながらスターザンSの前に立ち塞がるヤラレ役。スターザンSからも「粗大ゴミ」呼ばわりされている。植物に水をやる等、優しい一面もある。
銭屋 金之助
声 - 速水奨
エビルスの元家庭教師で金髪の美青年。キザで打算的。かなりの拝金主義者で、自分の利益の為に平気で人を利用する。宝船や銭の形の宇宙船を持っている。
ノビテン・セノビ
声 - 槐柳二
セノビ族の長老で、スターザンSの恩人。キラキラ星でのジュンのパラトピア探索に協力する。
オジン坊（オジン・セノビ）
声 - 篠原さなえ
セノビ族の赤ん坊。ジュンやスターザンSと仲が良い。いつも風船にぶら下がって移動している。泣き声には大地を揺るがす程のパワーがある。
エビテン・セノビ
声 - 田口昂
オジン坊の父親。熱病に冒されていた幼いスターザンSを一家で保護してから、家族ぐるみで交流している。
カカサン・セノビ
声 - 友近恵子
オジン坊の母親。訪ねて来たスターザンSの洗濯を代行したり傷の手当てをしてやることも。
夢野 邦男
声 - 石丸博也
スターザンSの父親でパラトピアを研究している博士。17年前地球から旅立った探索隊のメンバー。眼鏡を取ると三枚目スターザンSにそっくりである。
夢野 園代
声 - 勝生真沙子※EDでは「脇生真沙子」と誤表記
邦男の妻でスターザンSの母親。夫と共にパラトピア探索に同行。こちらは二枚目スターザンSそっくりの長身の美人。
八神 守
声 - 西川幾雄
行方不明になっているジュンの父親。パラトピア探索隊のパイロット。
八神 陽子
声 - 滝沢久美子
ジュンの母親。地球でジュンの帰りを待つ。彼女と会った事でスターザンSの出自が明らかになる。
マザー
声 - 滝沢久美子
ロボット族のマザーコンピュータ。手で持ち運びが出来るサイズの人形に意思を出している。普段は見た目通りの可愛らしい口調で喋るが、感情が高ぶると荒くなる。巨大なコンセントからエネルギーを得ており、コンセントが外れると動けなくなってしまう。
ナレーション（21話）
声 - 田中信夫
ウラシマ・リュウ
声 - 小林通孝
29話に台詞つきで地球の警察として登場し、スターザンSを包囲した。  EDクレジットには「友情出演 ウラシマリュウ」と「リュウ 小林通孝」の二種類が表記されている。
スティンガー・ウルフ
声 - 玄田哲章
29話にスティンガー部隊が登場し、彼のみ台詞あり。EDクレジットには「友情出演 スティンガー部隊の皆さん」と表記されている。

## 登場メカニック
オカワリメカ
スターザンSが森の中で発見したメカ。必ずしも彼のコントロール通りに動くわけではない。元々は夢野博士らが作ったパラトピア探索隊の探検用メカらしい。
トビダスター
コクピット部分。これを中心に手足などのパーツが合体して以下のパターンに変形する。移動マシンとして使われる前はスターザンSのベッドとして使われていた。
- ホークスター（鳥型）
- バッファスター（野牛型）
- ゴリラスター（ゴリラ型）
- ザウルスター（首長竜型）

## スタッフ
- 製作 - 吉田健二
- 原案 - 笹川ひろし
- 企画 - 井上明（タツノコプロ）
- シリーズ構成 - 小山高男（現・小山高生）
- 文芸担当 - 関島真頼
- 音楽 - 石田かつのり（現・石田勝範）
- 美術監督 - 多田喜久子
- キャラクター原案 - 天野嘉孝
- キャラクターデザイン - 林政行
- メカニックデザイン - アンモナイト
- キャラクターシート - 林政行
- 制作担当 - 石川光久（竜の子プロ）
- プロデューサー - 前田和也（フジテレビ）、大野実（読売広告社）、田村常夫（竜の子プロ）
- チーフディレクター - うえだひでひと
- キャラデザイン - 水村十司
- メカデザイン - 上北希沙、上北実那
- 動画作監 - 寺村秀二、他
- カラーデザイン - 脇喜代子、北村喜久子
- 検査 - 塩澤泰美、須山みどり
- 美術担当 - 多田喜久子、他
- 背景 - アートノア、他
- 特殊効果 - 朝沼清良、村上正博
- 撮影 - スタジオウッド、他
- 編集 - 三木幸子
- 進行 - 石橋康全、野村達也、他
- 録音制作 - ザックプロモーション
- 録音ディレクター - 清水勝則
- 録音スタジオ - 新坂スタジオ
- 録音 - 中村修、蒲原英一
- 効果 - 加藤昭二、野口透（アニメサウンドプロダクション）
- 現像 - 東洋現像所
- 制作 - フジテレビ、タツノコプロ

## 主題歌・挿入歌

### 主題歌
オープニングテーマ
「SHOW ME YOUR SPACE～君の宇宙を見せて～」
作詞・作曲 - 古田喜昭 / 編曲 - 石田かつのり / 歌 - ポプラ
OP冒頭に登場するSTAR ZANSのタイトルロゴがSTAR WARSのパロディとなっていて、映像はスターザンSとジュンが、恋人同士のように二人でカラフルな宇宙空間を駆けるものとなっている。
エンディングテーマ
「恋する気持ちはドーナツの中」
作詞 - 佐藤ありす / 作曲 - 古田喜昭 / 編曲 - 石田かつのり / 歌 - アイ高野
EDの映像はエビルスがメイン。ロカビリーな曲調で、ヒロインのジュンに対するエビルスの思いを表現した歌詞となっている。　
「サルサ パラトピア」（最終回）
作詞・作曲 - 古田喜昭 / 編曲 - 石田かつのり / 歌 - アイ高野、かおりくみこ / コーラス - Shines

### 挿入歌
「ハートをノック」
作詞 - 佐藤ありす / 作曲 - 古田喜昭 / 編曲 - 石田かつのり / 歌 - 山野さと子
上記各曲を収録したEPレコードは、日本コロムビアより発売され、後にCD化も実現している。

## 各話リスト
| 話数   | 放送日        | サブタイトル               | 脚本              | 絵コンテ                | 演出                | 作画監督   |
| ------ | ------------- | -------------------------- | ----------------- | ----------------------- | ------------------- | ---------- |
| 第1話  | 1984年 1月7日 | 宇宙一のおかわりボーイ     | 小山高男          | うえだひでひと          | うえだひでひと      | 林政行     |
| 第2話  | 1月14日       | 天から神がふってきた!?     | 小山高男          | 笹川ひろし              | 田中宏之            | 水村十司   |
| 第3話  | 1月21日       | ウソ?ほんと?パラトピア     | 小山高男          | 樋口雅一                | 樋口雅一 石山タカ明 | 笠原彰     |
| 第4話  | 1月28日       | ダイキン星だよ!全員集合    | 小山高男          | 貞光紳也                | 貞光紳也            | 鄭雨英     |
| 第5話  | 2月4日        | ちゃっぷい!毛皮ぽっちい    | 照井啓司          | 澤井幸次                | 澤井幸次            | 笠原彰     |
| 第6話  | 2月11日       | ジュンちゃんがふたり!?     | 菅良幸            | 笹川ひろし              | 本橋鷹王            | 林政行     |
| 第7話  | 2月18日       | 宝にひかれてペンペン村     | 丸尾みほ          | 樋口雅一                | 田中宏之            | 水村十司   |
| 第8話  | 2月25日       | ドキ!見たねジュンちゃん    | 島田満            | 古川順康                | 古川順康            | 鄭雨英     |
| 第9話  | 3月3日        | 天までのび～る背がのびる   | 井上敏樹          | 笹川ひろし              | 石山タカ明          | 笠原彰     |
| 第10話 | 3月10日       | 潜入!!ミステリーゾーン     | 菅良幸            | 貞光紳也                | 貞光紳也            | 加藤茂     |
| 第11話 | 3月17日       | キラキラ星にピンクの雪     | 丸尾みほ          | 澤井幸次                | 澤井幸次            | 鄭雨英     |
| 第12話 | 3月24日       | めざせエビルス!養子の星    | 小山高男          | 石山タカ明              | 石山タカ明          | 林政行     |
| 第13話 | 3月31日       | 参上!宇宙の必殺捜し屋人    | 照井啓司          | 新田義方                | 田中宏之            | 水村十司   |
| 第14話 | 4月7日        | マネコ大仏怒りの大逆襲!    | 菅良幸            | 古川順康                | 古川順康            | 井口忠一   |
| 第15話 | 4月14日       | ゴクッ!無人島でムフフ      | 照井啓司          | 貞光紳也                | 貞光紳也            | 笠原彰     |
| 第16話 | 4月21日       | マネコちゃんのア異状物語   | 丸尾みほ          | 笹川ひろし              | 本橋鷹王            | 鄭雨英     |
| 第17話 | 4月28日       | 燃える闘魂!涙のハチロー    | 井上敏樹          | うえだひでひと          | 小島正幸            | 和泉絹子   |
| 第18話 | 5月5日        | 負けそ!美青年先生出たぞ    | 小山高男          | くぼあづみ              | 石山タカ明          | 加藤茂     |
| 第19話 | 5月12日       | ゴクロウ山でごくろうさん   | 島田満            | くぼあづみ              | 田中宏之            | 林政行     |
| 第20話 | 5月19日       | 空飛ぶクリスタル・ビキニ   | 菅良幸            | 澤井幸次                | 澤井幸次            | 鄭雨英     |
| 第21話 | 5月26日       | 潜入ルポ!ヒーロー24時間    | 照井啓司          | 小島正幸                | 小島正幸            | 和泉絹子   |
| 第22話 | 6月2日        | ハチローの恋愛見栄講座!    | 丸尾みほ          | くぼあづみ              | うえだひでひと      | 笠原彰     |
| 第23話 | 6月9日        | レレ!二枚目になれない      | 井上敏樹          | 石山タカ明              | 石山タカ明          | 佐久間信計 |
| 第24話 | 6月16日       | 見た!おかわりハウスの秘密  | 小山高男 植島秀頼 | くぼあづみ              | 田中宏之            | 鄭雨英     |
| 第25話 | 6月23日       | 復活!ロボット族のドン      | 照井啓司          | 小島正幸                | 小島正幸            | 和泉絹子   |
| 第26話 | 6月30日       | 決闘!どうにもならず者      | 菅良幸            | 澤井幸次                | 澤井幸次            | 林政行     |
| 第27話 | 7月7日        | ミュータン故郷に帰る!      | 島田満            | うえだひでひと          | うえだひでひと      | 加藤茂     |
| 第28話 | 7月14日       | おのぼりボーイ東京見聞録   | 小山高男          | 小島正幸                | 小島正幸            | 和泉絹子   |
| 第29話 | 7月21日       | 大脱走!コンクリート密林    | 小山高男          | 石山タカ明              | 石山タカ明          | 笠原彰     |
| 第30話 | 7月28日       | 企業大戦争リーズＶＳマネコ | 小山高男 植島秀頼 | うえだひでひと 澤井幸次 | 澤井幸次            | 佐久間信計 |
| 第31話 | 8月4日        | 嵐の予感!バブーオジン坊    | 菅良幸            | 田中宏之                | 田中宏之            | 鄭雨英     |
| 第32話 | 8月11日       | キラキラ星にパラトピア!?   | 小山高男          | 小島正幸                | 小島正幸            | 和泉絹子   |
| 第33話 | 8月18日       | 大混線マザーのコンセント   | 小山高男          | 石山タカ明              | 石山タカ明          | 加藤茂     |
| 第34話 | 8月25日       | 君の宇宙を見せて…          | 小山高男          | うえだひでひと          | うえだひでひと      | 林政行     |

## ネット局
フジテレビ系列の土曜18時台はローカルセールス枠のため、一部地域では遅れネットとなった。
※放送系列は放送当時、放送日時は1984年5月中旬 - 6月上旬時点のものとする。
| 放送地域       | 放送局         | 放送系列                                     | 放送日時           | 備考                    |
| -------------- | -------------- | -------------------------------------------- | ------------------ | ----------------------- |
| 関東広域圏     | フジテレビ     | フジテレビ系列                               | 土曜 18:30 - 19:00 | 制作局                  |
| 北海道         | 北海道文化放送 | フジテレビ系列                               | 土曜 18:30 - 19:00 |                         |
| 宮城県         | 仙台放送       | フジテレビ系列                               | 土曜 18:30 - 19:00 |                         |
| 山形県         | 山形テレビ     | フジテレビ系列                               | 土曜 18:30 - 19:00 |                         |
| 福島県         | 福島テレビ     | フジテレビ系列                               | 土曜 18:30 - 19:00 |                         |
| 新潟県         | 新潟総合テレビ | フジテレビ系列                               | 土曜 18:30 - 19:00 | 現・NST新潟総合テレビ。 |
| 長野県         | 長野放送       | フジテレビ系列                               | 土曜 18:30 - 19:00 |                         |
| 静岡県         | テレビ静岡     | フジテレビ系列                               | 土曜 18:30 - 19:00 |                         |
| 富山県         | 富山テレビ     | フジテレビ系列                               | 土曜 18:30 - 19:00 |                         |
| 石川県         | 石川テレビ     | フジテレビ系列                               | 土曜 18:30 - 19:00 |                         |
| 福井県         | 福井テレビ     | フジテレビ系列                               | 土曜 18:30 - 19:00 |                         |
| 中京広域圏     | 東海テレビ     | フジテレビ系列                               | 土曜 18:30 - 19:00 |                         |
| 近畿広域圏     | 関西テレビ     | フジテレビ系列                               | 土曜 18:30 - 19:00 |                         |
| 島根県・鳥取県 | 山陰中央テレビ | フジテレビ系列                               | 土曜 18:30 - 19:00 |                         |
| 岡山県・香川県 | 岡山放送       | フジテレビ系列                               | 土曜 18:30 - 19:00 |                         |
| 広島県         | テレビ新広島   | フジテレビ系列                               | 土曜 18:30 - 19:00 |                         |
| 福岡県         | テレビ西日本   | フジテレビ系列                               | 土曜 18:30 - 19:00 |                         |
| 長崎県         | テレビ長崎     | フジテレビ系列 日本テレビ系列                | 土曜 18:30 - 19:00 |                         |
| 熊本県         | テレビ熊本     | フジテレビ系列 テレビ朝日系列                | 土曜 18:30 - 19:00 |                         |
| 青森県         | 青森放送       | 日本テレビ系列 テレビ朝日系列                | 土曜 17:00 - 17:30 |                         |
| 岩手県         | 岩手放送       | TBS系列                                      | 木曜 17:30 - 18:00 | 現・IBC岩手放送。       |
| 秋田県         | 秋田テレビ     | フジテレビ系列 テレビ朝日系列                | 木曜 17:00 - 17:30 |                         |
| 山梨県         | 山梨放送       | 日本テレビ系列                               | 土曜 17:30 - 18:00 |                         |
| 山口県         | 山口放送       | 日本テレビ系列 テレビ朝日系列                | 木曜 17:15 - 17:45 |                         |
| 徳島県         | 四国放送       | 日本テレビ系列                               | 水曜 17:00 - 17:30 |                         |
| 愛媛県         | 愛媛放送       | フジテレビ系列                               | 金曜 17:25 - 17:55 | 現・テレビ愛媛。        |
| 高知県         | 高知放送       | 日本テレビ系列                               | 土曜 17:30 - 18:00 |                         |
| 佐賀県         | サガテレビ     | フジテレビ系列                               | 土曜 18:00 - 18:30 |                         |
| 大分県         | 大分放送       | TBS系列                                      | 金曜 17:20 - 17:50 |                         |
| 宮崎県         | テレビ宮崎     | フジテレビ系列 日本テレビ系列 テレビ朝日系列 | 日曜 18:00 - 18:30 |                         |
| 鹿児島県       | 鹿児島テレビ   | フジテレビ系列 日本テレビ系列                | 金曜 17:25 - 17:55 |                         |
| 沖縄県         | 沖縄テレビ     | フジテレビ系列                               | 火曜 17:30 - 18:00 |                         |

## コンテンツサービス
2008年3月18日にNTTドコモ 向け携帯サイト『タツノコプロOFFICIAL』サイトがオープン。FOMA 905i/904i/903i/705i/704i/703i シリーズ（一部機種を除く）向けに携帯電話での本編が配信された他、着うたや待受画像が配信された。

## 映像ソフト化
- 放送開始33周年記念企画 想い出のアニメライブラリー　第72集 OKAWARI-BOY スターザンS　Blu-ray Vol.１　2017年5月26日発売（TCエンタテイメント）
- 放送開始33周年記念企画 想い出のアニメライブラリー　第72集 OKAWARI-BOY スターザンS　Blu-ray Vol.２　2017年6月30日発売（TCエンタテイメント）